# Topaze (Q45)
Pour les articles homonymes, voir Topaze.
Le Topaze est un sous-marin de la marine française construit à La Seyne-sur-Mer à partir de 1903. Il fait partie de la classe Émeraude.

## Historique
Dès son lancement, le Topaze est affecté au port de Toulon. Puis en août 1914, il part pour Bizerte pour la défense rapprochée de la zone.
En février 1916, il rejoint, avec trois autres bâtiments de la classe Émeraude, l'Escadrille du Maroc basée à Gibraltar pour défendre le port de Casablanca, puis part pour Moudros en 1917. Enfin en août 1917 il intègre la Division d'Orient pour défendre la base de Salonique.

En septembre 1917, il est mis à la disposition de l'amirauté britannique pour effectuer des essais d'hydrophones, toujours en baie de Salonique.

Sur les 30 mois qu'aura duré sa présence sur les théâtres d'opération de guerre, le Topaze aura passé :
- 10 % de son temps en croisière de guerre,
- 43 % de son temps en disponibilité au mouillage,
- 1 % de son temps en exercice,
- 46 % de son temps en réparation ou modification.

Le Topaze est retiré du service actif le 12 novembre 1919, pour être vendu pour démolition le 10 mai 1921.

### Documents numérisés
- Journaux de bord du 02/12/1913 au 08/05/1916.

➞ Ministère de la Défense, Mémoire des hommes - Journaux des unités (1914-1918) : Sous-marin Topaze, vol. SS Y 487, 1913-1916 (présentation en ligne, lire en ligne)
- Journaux de bord du 09/05/1916 au 22/11/1916.

➞ Ministère de la Défense, Mémoire des hommes - Journaux des unités (1914-1918) : Sous-marin Topaze, vol. SS Y 488, 1916-1916 (présentation en ligne, lire en ligne)